# Черевко Кирило Євгенович
Кирило Євгенович Черевко (16 липня 1933, Одеса — 27 жовтня 2020, Москва) — радянський, російський і український японіст, историк і міжнародник, фахівець з радянсько — російсько-японським відносинам, зокрема війнам. Також літературний перекладач, поет і прозаик. Доктор історичних наук (1992), доктор філологічних наук (2005). Провідний науковий співробітник Інституту російської історії РАН (до грудня 2017 року). Член Спілки письменників СРСР.

## Біографія
Незабаром після народження разом з батьками переїхав до Москви. У 1951 році закінчив школу № 150 Ленінградського району Москви.
Навчався в Інституті сходознавства (1951—1954) і МГІМО (1954—1957), в аспірантурі Інституту сходознавства АН СРСР.
Вже в студентські роки зайнявся дослідженням проблем теорії японської ономатопоетики, у зв'язку з чим відзначався грамотою Міністерства вищої освіти СРСР (1955).
У 1964 році захистив кандидатську дисертацію «прислівники в сучасній японській мові», в 1992 році докторську з історії — «територіально-прикордонні питання у відносинах Росії і СРСР з Японією», в 2004 році докторську з філології — "«Кодзікі»(«Запис про справи давнини»), VIII ст., і становлення японської письмово-літературної мови".
У 1956 році став одним із засновників товариства «СРСР — Японія», в діяльності якого брав активну участь.
У 1965—1970 роках працював дипломатичним співробітником посольства СРСР в Японії, а також перекладачем послів В. М. Виноградова і О. А. Трояновського.
За роботу в посольстві нагороджувався грамотою МЗС СРСР (1967).
У 1998 році запрошувався до Словенії в якості професора Люблянського університету.
Член громадської організації «Міжнародна академія інформатизації» (1996). Академік РАПН (2011).

## Примітка
1. 1 2 3 4 5 6 7  Чеська національна авторитетна база даних
2. ↑  ЮБИЛЕЙ З. И. ПЕРЕГУДОВОЙ — тема научной статьи по истории и историческим наукам из журнала «Российская история». Архів оригіналу за 27 червня 2021. Процитовано 27 липня 2021.
3. ↑  Черевко Кирилл Евгеньевич. Архів оригіналу за 3 квітня 2016. Процитовано 16 грудня 2015.